# 不忍池

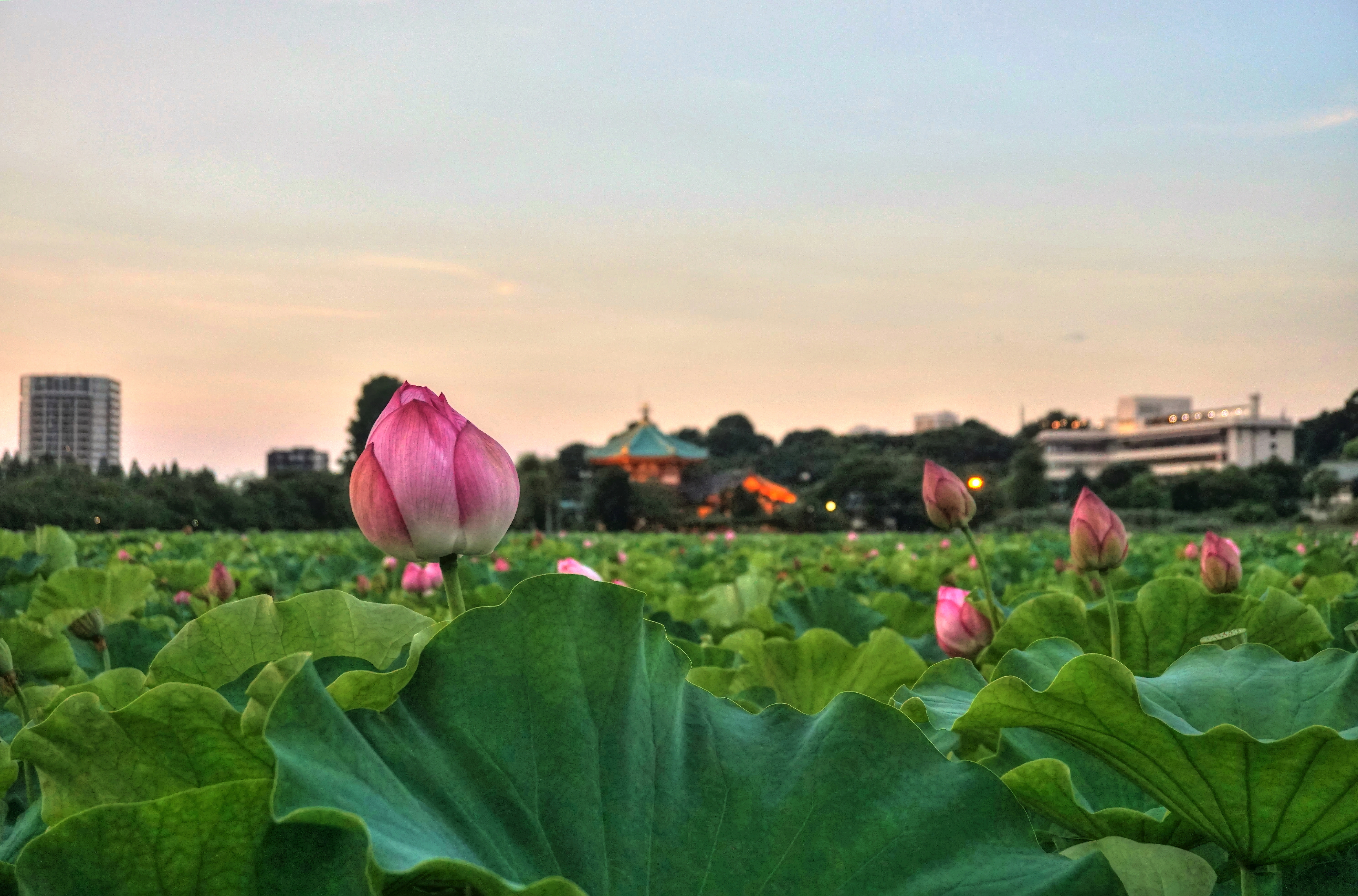
不忍池

不忍池（日语：／ Shinobazu no ike）是位于日本东京都台東區上野恩賜公園內的天然池塘。

## 地理
不忍池位于上野恩賜公園南端，周长约2公里，总面积约11万平方米。 北接上野动物园西園，东鄰京成上野站，南與西臨不忍通。
現在的不忍池中央有座祭祀辯才天的辯天島（中之島）。池被步道土堤分為三部分，分別是被蓮覆蓋的蓮池、可划船的船池、飼養鸕鶿的鵜池。
| 池名 | 面积（10,000m²） | 平均水深（cm） | 水量（1000m³） |  |
| ---- | ---------------- | -------------- | -------------- |  |
| 莲池 | 55               | 84             | 46             |  |
| 船池 | 30               | 86             | 26             |  |
| 鵜池 | 25               | 92             | 23             |  |

## 名字的由来
根据弁天岛上建造的石碑，不忍池的名字来源于上野台地与本乡台地（向岡）之间的地名「忍丘」（日语：／）。
15世紀左右，此地已定名為「不忍池」。

## 变迁

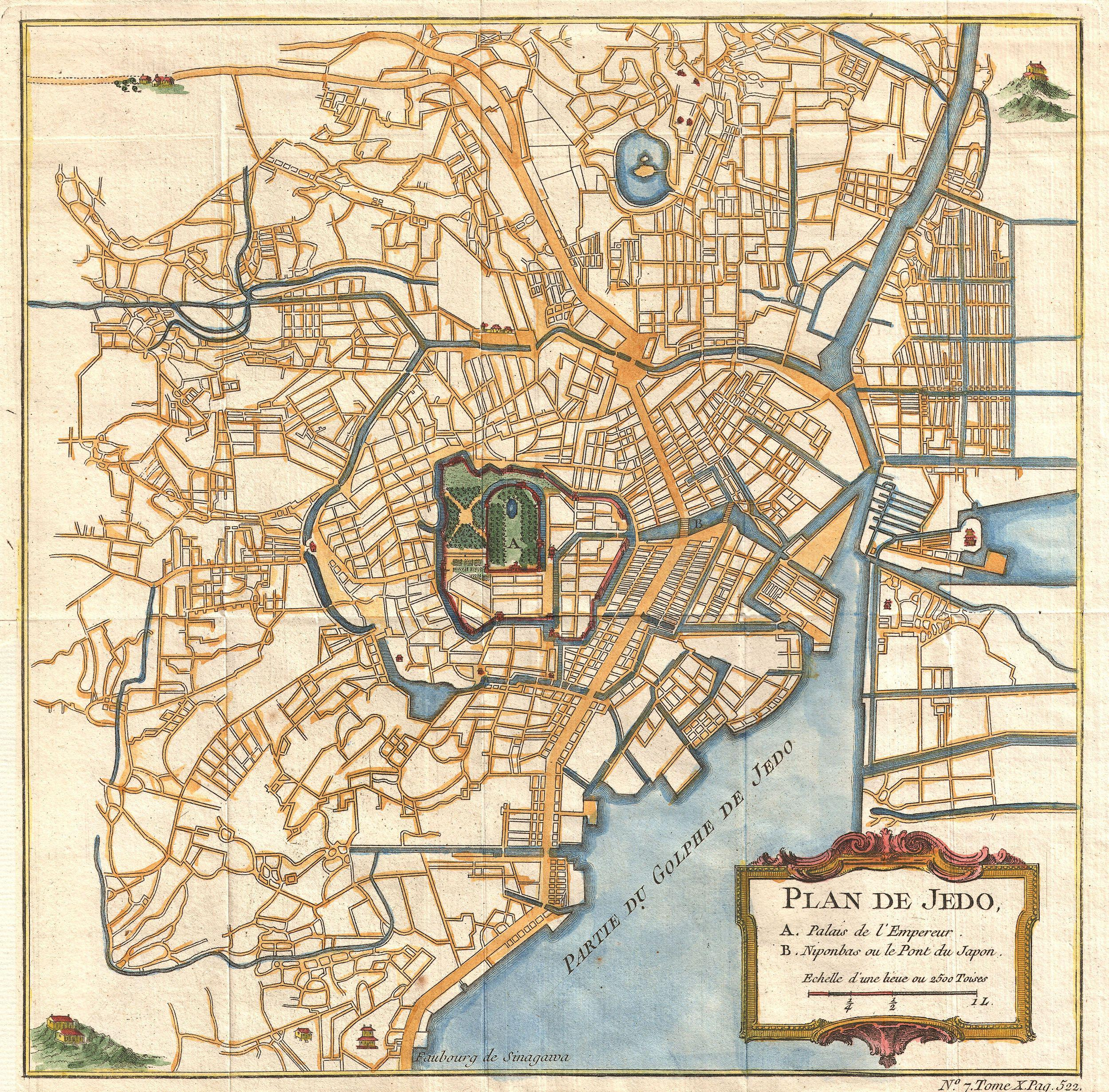
1752年地圖上的不忍池（中央上偏右）。

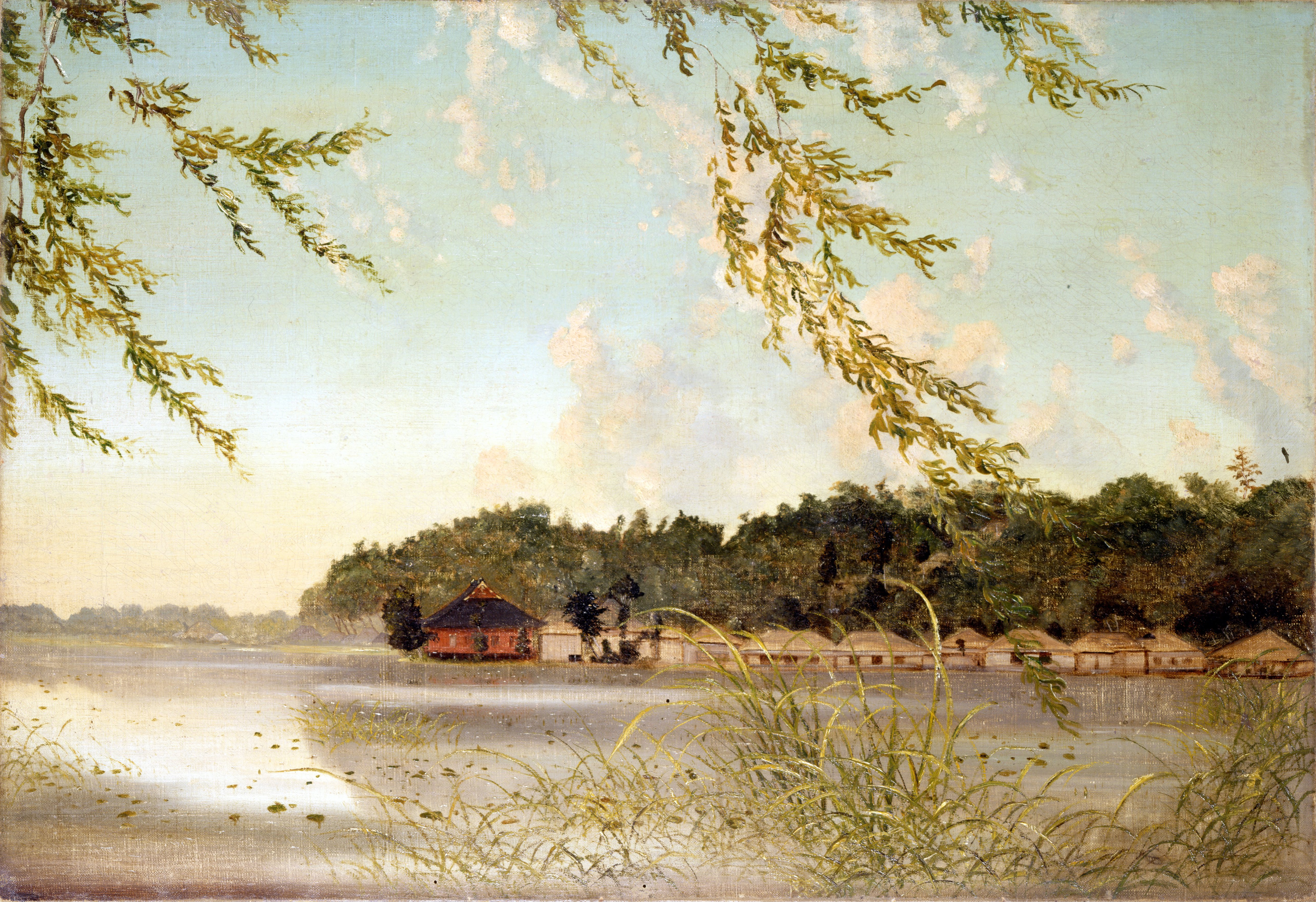
高橋由一所繪之不忍池。1880年左右的作品。

不忍池是古石神井川切開武藏野台地東端流入沿海低地的開口處，河流東岸為上野台地（也稱「上野之山」），西岸為本鄉台地（東京大學所在的台地。南連神田山（駿河台））。
繩文時代，此地是東京湾的海灣。之後海岸線逐漸後退，逐漸變成湖。
1625年，江戶幕府對應西方的比叡山延曆寺，在此地建立寛永寺。開祖的慈眼大師天海將不忍池比為琵琶湖，在湖中打造如竹生島的弁天島（中之島），並設立弁天堂。最初弁天島是只能透過船隻往來的島，但在1672年增建往東的石橋後，行人可步行前往。
1868年（慶應4年），此地爆發彰義隊之戰（上野戰爭），是戊辰戰爭中唯一在江戶的戰爭。
明治時代初期以前，當時的不忍池與現在形狀不同。當時北側有藍染川（谷田川）注入。往弁天島的兩側皆為住家。1872年（明治5年）4月，此地設立不忍天龍町。上野之山被指定為公園後，1875年不忍池也劃入公園。此時不忍池面積約18公頃，是1989年的1.7倍。1884年，共同競馬會社因在此地建設競馬場進行填池，不忍池變為現在的形狀。
1907年，因應東京勸業博覧會，於不忍池建設觀月橋。
1929年，築堤工程將池分為4塊。1931年，開始提供租船服務。現在的鵜池在當時被分為兩座池。戰後曾有一段期間，不忍池部分被用來作為水田（不忍田圃），之後曾有改建棒球場的提案，但在1949年決議保留不忍池後維持至今。1967年9月，地下鐵千代田線建設工程意外造成約3萬噸不忍池水流入隧道。1990年至1994年，東京都建設局在此設置層流多循環系統、曝氣噴水幫浦、生物氧化處理膜等以改善水質。

## 自然

### 鸟类
在不忍池有数十种鸟类，包括迁徙鸟类和固定鸟类，并且在最多的时候可以超过10,000只鸟。其中最多的是凤头潜鸭、红头潜鸭、针尾鸭。

### 鱼类
有许多种类的鱼。外來鱼有乌鳢、黄鳝、罗非鱼。原生的有鲫鱼、麦穗鱼、泥鳅、沼虾、长臂虾等。特别多的是鲤鱼。

### 植物
每年夏天，南部的池塘里长满了荷，几乎完全覆盖了整个池塘。

### 其他
2006年6月，在池塘中发现了非本地的鳄鱼、鳄龟，它们有可能正在繁殖，从那时起，当局就发布了鳄鱼和鳄龟的警告。

## 文学作品
- 森鴎外「雁」
- 川端康成「帽子事件」
- 内田康夫「上野谷中殺人事件」
- 5代目柳家小さん《哑巴钓鱼》「唖の釣り」
- 夏目漱石《心》「こころ」

## 石碑
不忍池上的弁天岛有许多独特的石碑而闻名，有以下石碑（顺时针排列）。
- 河魨供養碑（岸信介筆） 1965年　東京河魨料理联盟
- 八橋検校顕彰碑 1966年
- 甲鱼感謝之塔
- 東京自動車三十年会記念碑 1975年
- 真友之碑（英語） 1976年
- 暦塚（中曽根康弘筆） 全国日历出版協同組合連合会
- 包丁塚 上豊調理師会
- 鳥塚（東龍太郎筆） 1962年　東京食鳥鶏卵商業協同組合与東京都食鳥肉販売業環境衛生同業組合
- 幕末之剣豪櫛淵虚冲軒之碑 1978年　利根郡月夜野町
- 魚塚 1976年　東京魚商業協同組合
- 利行碑（熊谷守一筆） 1969年
- 眼镜之碑 1968年　東京眼鏡恳话会

另外，在不忍池周围还有以下石碑。
- 驿马之碑 2002年　財団法人日本陸上競技連盟

## 周边设施
- 下町風俗資料館（日语：下町風俗資料館）
- 水上音樂堂
- 五條天神社
- 上野動物園
- 台東區立忍岡小學校（日语：台東区立忍岡小学校）
- 上野精養軒
- 旧岩崎邸庭園

## 交通
- 京成本線：京成上野站
- 山手線、地下鐵銀座線、地下鐵日比谷線：上野站
- 山手線：御徒町站
- 地下鐵千代田線：湯島站

## 其他
- 不忍池西边的地名「池之端」因位於不忍池旁而得名。
- 不忍池周边曾经是流浪汉的圣地，但2006年左右周围拉起了禁止進入的绳索，帐篷也被拆除。
- 不忍池没有河流流入和流出池塘。 除了少量的天然地下水外，水源依靠附近的井水和京成电铁京成上野车站地下室的地下水。 但2003年起由于难以维持水质和水源，不忍池开始接收JR上野站新干线月台的地下水。 因此目前水量已稳定。由於提供地下水，JR和京成不需負擔地下水處理費。

## 照片

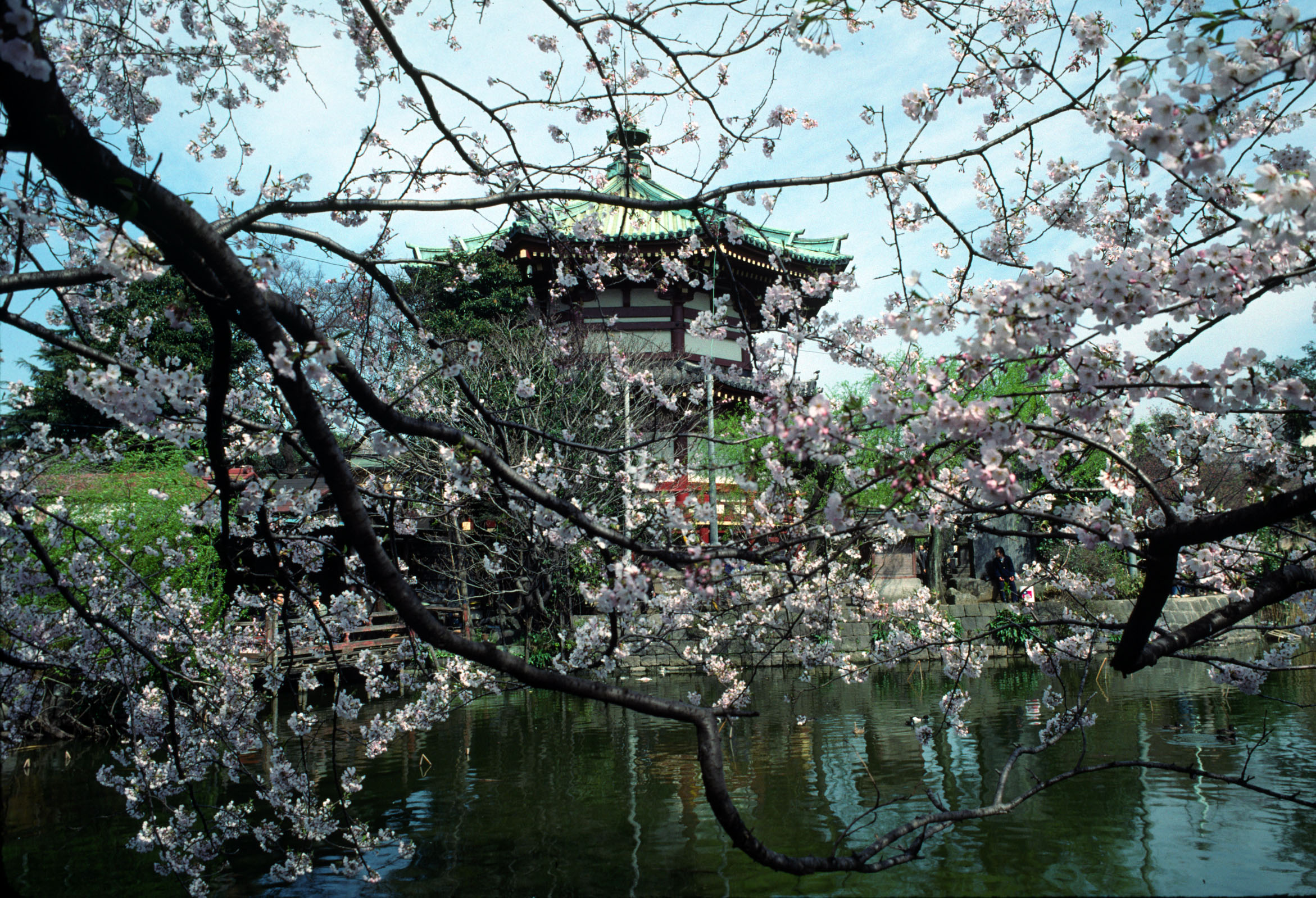
弁天堂
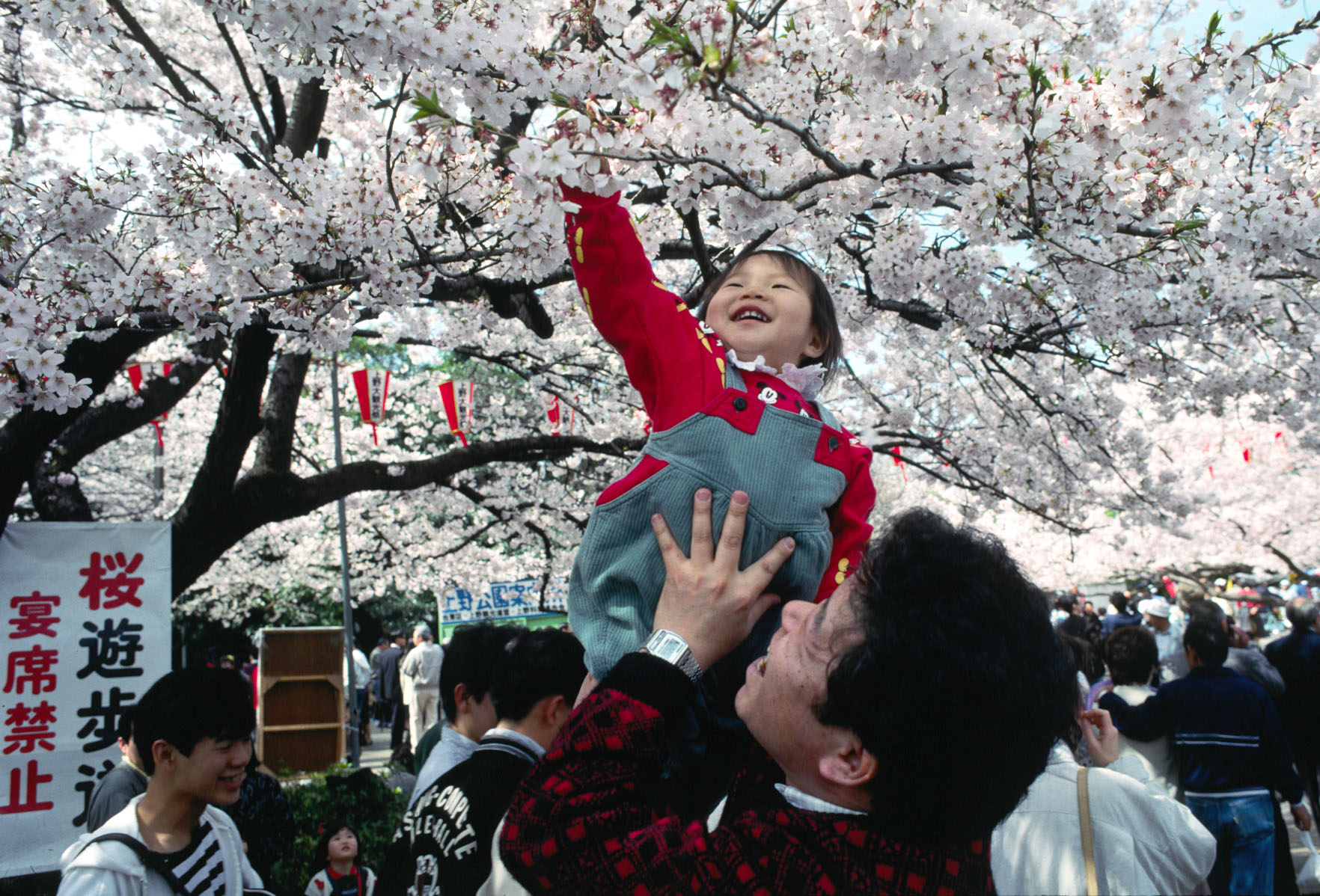
赏花
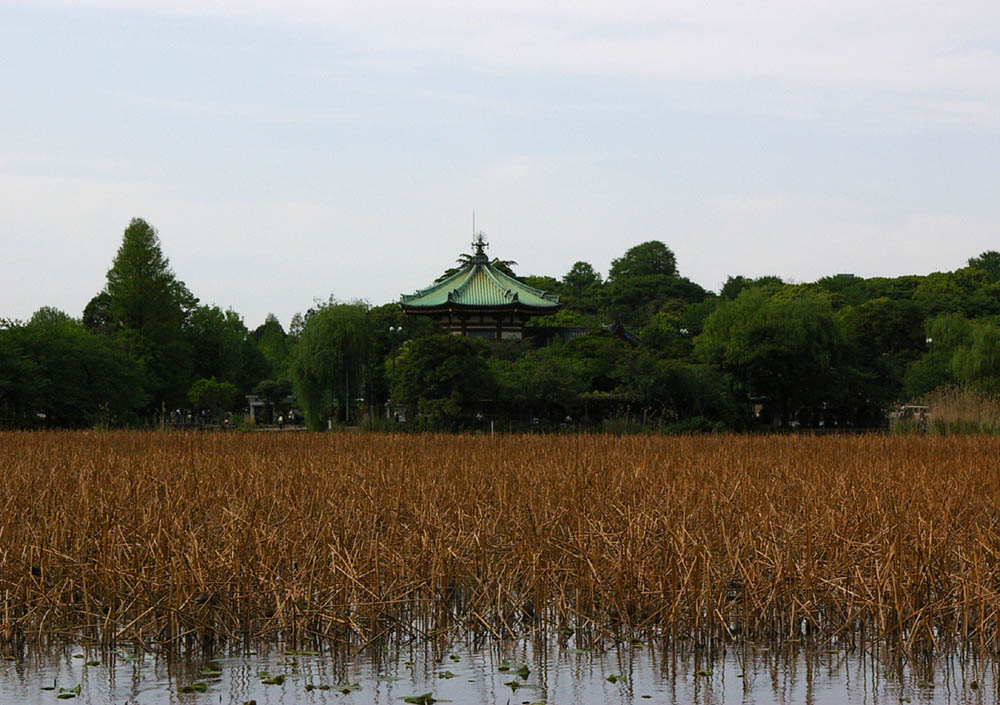
蓮池（5月）
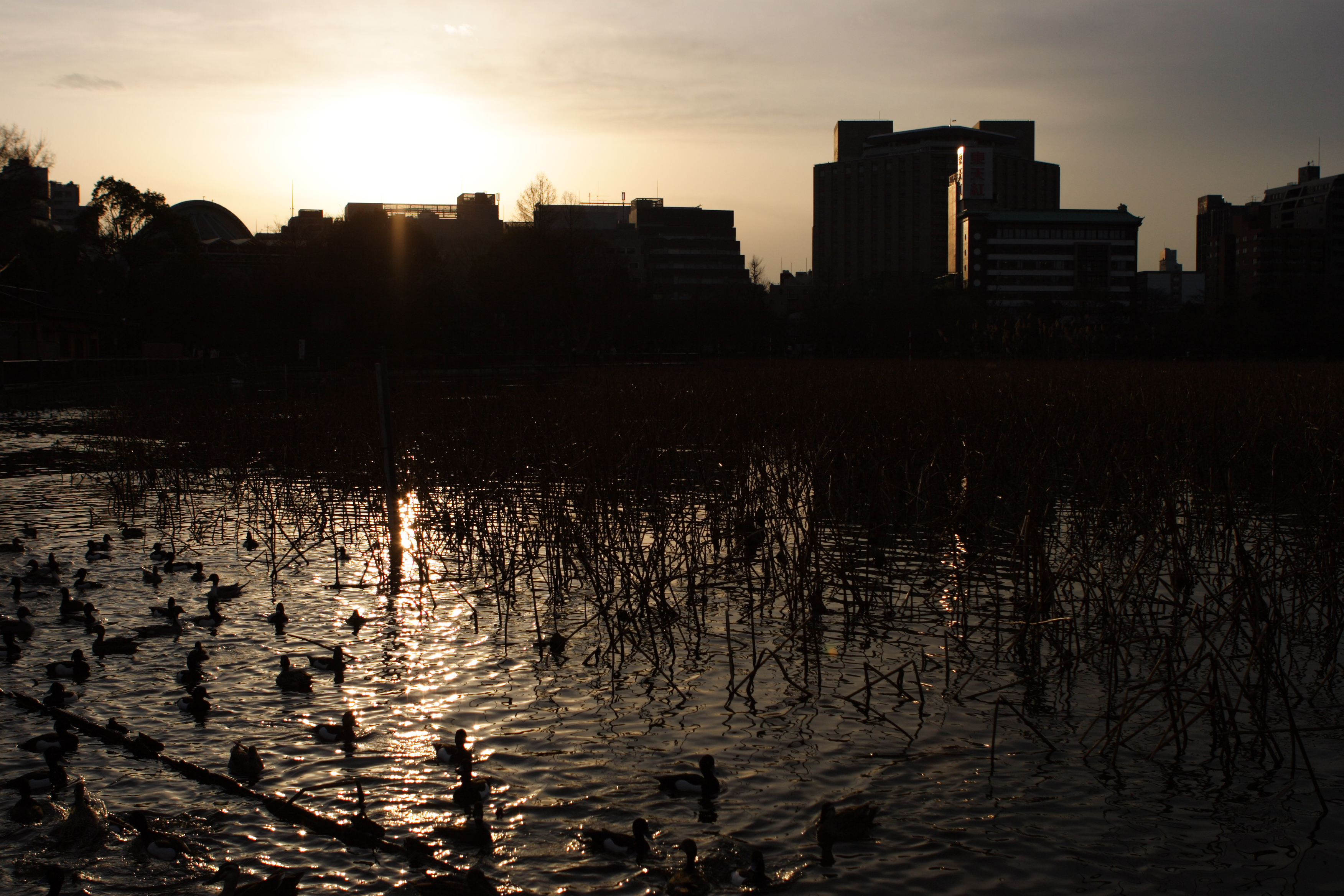
夕阳西下
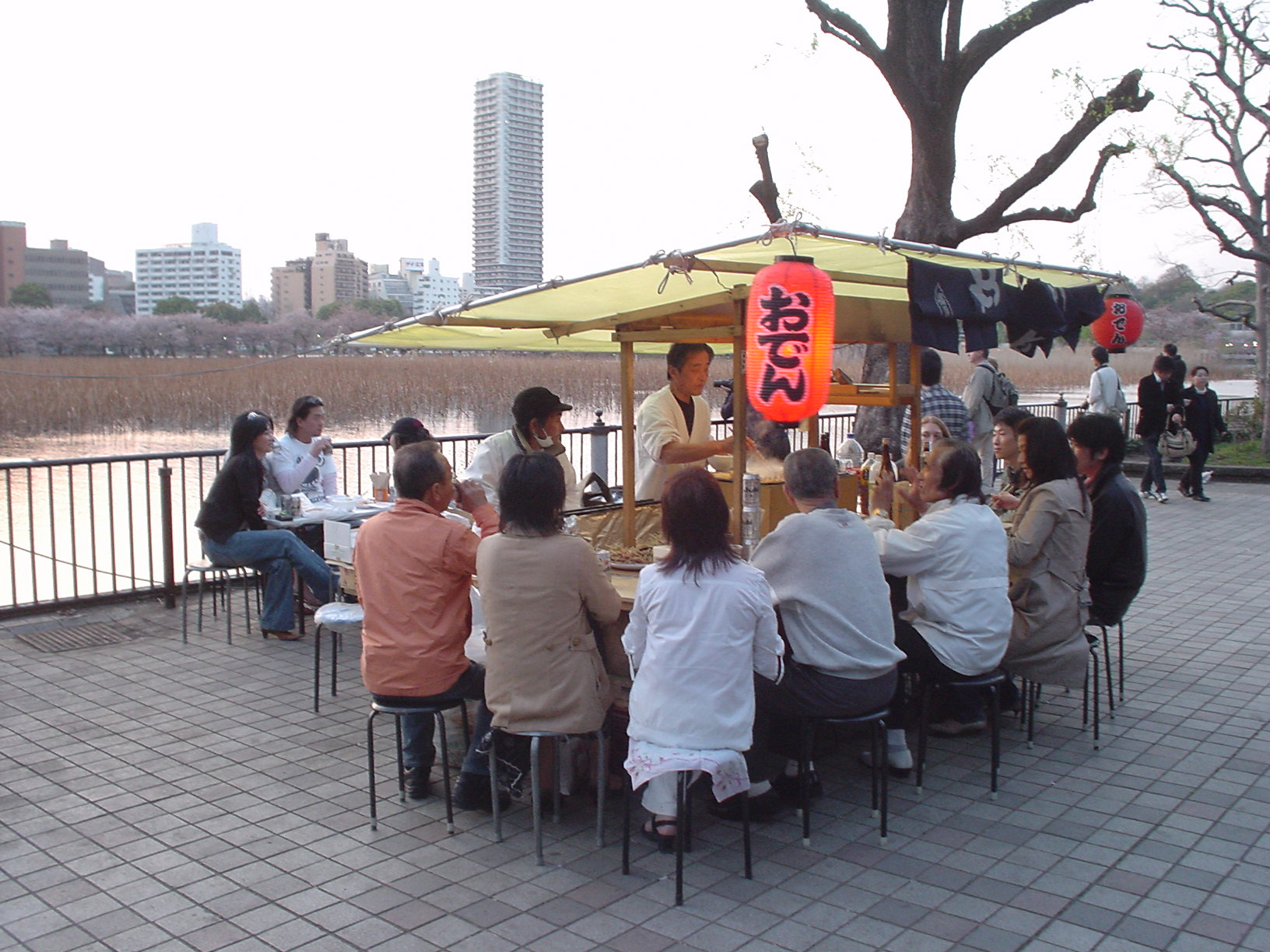
奥登屋台
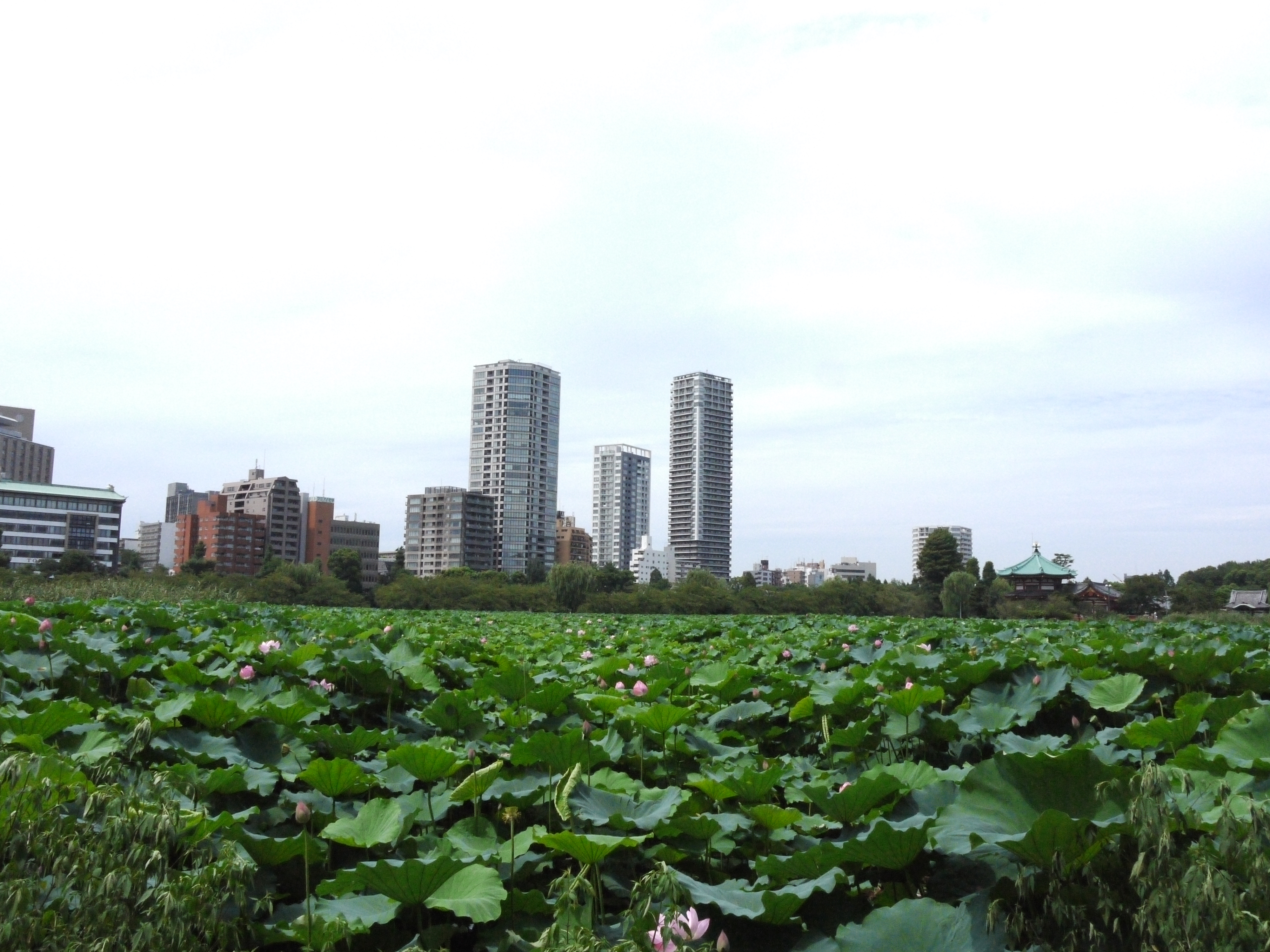
莲花盛开的不忍池（8月）

## 外部連結
- 東京都公園協會 上野恩賜公園（页面存档备份，存于）